# Zimbabwe
Zimbabwe (pronunție în română [zimˈbabwe], „Zimbábue”), oficial Republica Zimbabwe, este o țară situată în sud-estul Africii, cu capitala la Harare.
Se învecinează cu Africa de Sud - la sud, Botswana - la sud-vest, Zambia - la nord-est și Mozambic - la vest.
Zimbabwe cuprinde 8 provincii și 2 orașe. Etnia majoritară este reprezentată de negri - 98% (shona - 71%, ndebele - 16%). Alte etnii sunt albii și metișii asiatici.
Religii: creștini - 45,4% (protestanți, inclusiv anglicani - 23,5%, romano-catolici - 7%), indigeni africani - 13,5%, animiști - 40.5%. Alfabetizare 85%. Parlament unicameral - Camera Adunării (150).
Statul Zimbabwe a apărut la 18 aprilie 1980, când fosta colonie Rhodesia de Sud și-a proclamat independența.

## Date geografice
Platourile înalte, care străbat statul de la SV la NV, au înălțimi între 1200 m și 1500 m, și domină peisajul zimbabwean. Fluviul Zambezi marchează granița de NV a țării și creează faimoasa cascadă Victoria. Lacul de baraj Kariba de pe Zambezi a fost terminat în 1959 (suprafața sa este de 5200 kmp). În SE se află bazinele fluviilor Limpopo și Save.

## Economia
Principalele resurse sunt cele minerale, cum ar fi aurul.
Principalele ramuri economice sunt agricultura și mineritul.
Începând cu 2008 țara a suferit o inflație, ajungând să tipărească bancnote cu sume imense, 8 pâini costând 500 de milioane de dolari zimbabweni. În 2015 s-a renunțat la moneda națională, folosindu-se monede precum randul sud-african și pula botswaneză.

## Președinți
- Canaan Banana (18 aprilie 1980 - 31 decembrie 1987),
- Robert Mugabe (31 decembrie 1987 - 21 noiembrie 2017),
- Emmerson Mnangagwa (interimar, 24 noiembrie 2017 - )

## Patrimoniu mondial UNESCO
Până în anul 2011 pe lista patrimoniului mondial UNESCO au fost incluse 5 obiective din această țară.